# Jadran Barut
Jadran Barut, slovenski veslač, * 30. december 1940, Izola.
Barut je za Jugoslavijo nastopil na Poletnih olimpijskih igrah 1964 v Tokiu, kjer je nastopal v osmercu, ki je na teh igrah osvojil 4. mesto.
Leta 2012 je bil kot član osmerca z Olimpijskih iger 1964 sprejet v Hram slovenskih športnih junakov.